# Xã Pleasant, Quận Butler, Kansas
Xã Pleasant (tiếng Anh: Pleasant Township) là một xã thuộc quận Butler, tiểu bang Kansas, Hoa Kỳ. Năm 2010, dân số của xã này là 5.122 người.